# Bill Watterson
Pour les articles homonymes, voir Watterson.
William Boyd Watterson II, connu sous le nom de Bill Watterson, né le 5 juillet 1958 à Washington D.C. (États-Unis), est un peintre, scénariste et dessinateur de bande dessinée américain. Il est connu pour la série humoristique Calvin et Hobbes, bande dessinée de type comic strip au succès international.

## Biographie

### Enfance et adolescence
Bill Watterson est né le 5 juillet 1958 au George Washington University Hospital à Washington D.C.. Son père James Godfrey Watterson, né en 1932, est inspecteur de brevets au Département du Commerce avant de devenir avocat de propriété industrielle. Sa mère Kathryn Ann Bechtel fut longtemps conseillère municipale,. Il a aussi un frère, Thomas, né en 1960. À l'âge de 6 ans, sa famille déménage à Chagrin Falls, une banlieue de Cleveland dans le nord de l'Ohio. Si ses parents affirment que leur fils ne ressemblait en rien à Calvin, Bill Watterson est très vite passionné par le dessin. Adolescent, il dessine pour le journal de son lycée et un magazine local, The Chagrin Herald. Au lycée, il rencontre Mélissa Richmond, la fille du proviseur adjoint, qui deviendra sa femme.

### Études et début de carrière
En 1976, il commence des études supérieures au Kenyon College où il dessine pour le Kenyon Collegian. À l'époque, ses thèmes n’étaient pas encore des petits garçons ou des tigres en peluche, mais des étudiants « buveurs de bière, allergiques aux bibliothèques et accros au bicarbonate [de soude, qui permet de mieux digérer une trop grande quantité d'alcool] ». Jusqu'en 1980 où il obtient une licence en science politique, mais la bande dessinée reste toujours son principal but. Son diplôme en poche, Bill Watterson trouve un travail de dessinateur de presse pour le Cincinnati Post comme caricaturiste politique, d'où il est renvoyé au bout de six mois. Plus tard, il commentera ainsi cette période : « L’expérience fut horrible, mais me faire virer me força à réexaminer comment je fus engagé dans la caricature ». Après son départ du Post, il proposa ses dessins à plusieurs journaux qui refusèrent tous, jusqu'à ce que Universal Press Syndicate accepte Calvin et Hobbes, en 1985.

### Début et succès de Calvin et Hobbes
La première publication de Calvin et Hobbes a lieu le 18 novembre 1985. C'est le début d'un succès planétaire qui fera de Bill Watterson un « grand » du monde de la bande dessinée. Très vite, la série connait une forte popularité : de 130 journaux la publiant au début de l'année 1986, elle atteint 350 à la fin[réf. souhaitée]. En 1987, Bill Watterson gagne le Prix Reuben, grand prix de la National Cartoonists Society (NCS). Il est alors le plus jeune lauréat de ce prix. Il le gagne de nouveau en 1989 tandis que la série est diffusée dans 600 supports. En 1991, avec 1800 journaux la publiant, sa série reçoit, à l'occasion du Saló Internacional del Cómic de Barcelona, le prix du Mejor Obra Extranjera publicada en España (Meilleure œuvre étrangère publiée en Espagne). Continuant sur sa lancée, la série est récompensée d'un Alph'Art à Angoulême (prix du meilleur album étranger avec En avant tête de thon !) en 1992, alors qu'elle n'était éditée intégralement en France que depuis 1991. Les deuxièmes semestres de 1991 et 1994, il décide de s'accorder quelques mois sabbatiques, pratique très rare dans le monde du comic strip américain (Garry Trudeau et Gary Larson étant les précurseurs). Durant ces périodes, de nombreux journaux republient des gags des premières années de la série. Au retour de son premier congé, Watterson impose aux journaux une publication à l'italienne des planches du dimanche pour renouer avec une pratique disparue qui laissait beaucoup plus de place à chaque série. Ce format s'applique aussi aux albums à partir de The days are just packed. Ces contraintes n'empêchent pas la diffusion de la série puisque 2 200 journaux la diffusent en 1993, année au début de laquelle il est nommé pour la troisième fois au prix Reuben. En tout, la série fut diffusée dans 2 400 journaux à travers le monde, traduite dans une quarantaine de langues, et vendue à près de 30 millions d'albums, dont plus d'un million en France[réf. souhaitée].
Quand il dessinait Calvin et Hobbes, Watterson passait son temps libre dans la recherche en astronomie et en paléontologie, c'est sans doute de là que vient la passion de Calvin pour les dinosaures ainsi que l'un de ses alter ego, Spiff le spationaute[réf. souhaitée]. Bill Watterson s'est largement inspiré de Sprite, une chatte grise que lui et sa femme ont eu, pour définir le physique et la personnalité de Hobbes.

### Après la série
Enfin, les aventures de Calvin et Hobbes s'achèvent le 31 décembre 1995, avec la parution de la dernière planche dans la presse américaine. Bill Watterson considérait en effet qu'il avait fait tout ce qu'il pouvait dans les contraintes de temps et d’espace qu’impose une diffusion dans la presse quotidienne et qu'il était temps pour lui de s'arrêter. Décalage oblige, des albums inédits de Calvin et Hobbes paraîtront en France jusqu'en 2005. En janvier 1996, Bill Watterson retourne vivre à Chagrin Falls avec sa femme. Depuis, il profite de la vie et essaye de retrouver son anonymat.
Dans les années 2000, Bill Watterson et sa femme adoptent leur fille, qui deviendra alors sa priorité.
En 2014, il fait partie de la liste finale des Grand prix de la ville d'Angoulême avec Alan Moore et Katsuhiro Ōtomo et obtient finalement le prix le 2 février. Comme le veut la tradition, il est donc l'auteur de l'affiche du festival l'année suivante.
C'est à cette même période qu'il décide de dessiner l'affiche de Stripped, documentaire de Dave Kellett et Fred Schroeder retraçant la transition des comics américains depuis les journaux papier vers Internet. L'affiche est publiée le 26 février 2014 par The New York Times, c'est la première publication d'un dessin de Watterson depuis la fin de Calvin et Hobbes.
En 2020, il est élu à sa première nomination au temple de la renommée Will Eisner, le principal temple de la renommée des comics.

## Personnalité
Malgré l'incroyable succès de Calvin et Hobbes, Bill Watterson fait le choix de ne pas marchandiser son œuvre avec les produits dérivés. Cela est sans doute dû au perfectionnisme naturel de Watterson et à sa préférence pour « la qualité plus que pour de l’argent rapide »[réf. souhaitée]. Pour Watterson, la bande dessinée est une forme d’art qui a une vie propre. C’est donc le devoir de l’artiste de protéger sa création. Ce choix lui a souvent causé de nombreux désaccords avec son agence de presse et les journaux qui le publient. Ainsi, dès 1988, avec le succès fortement croissant de Calvin et Hobbes, Bill Watterson doit lutter contre son éditeur qui veut lui imposer des produits dérivés. En effet, le droit d'auteur américain est favorable à celui qui finance la création. Le contrat signé par Watterson en 1985 l'oblige à céder tous ses droits à l'agence de presse Universal Press Syndicate. Après de nombreuses oppositions, l'auteur récupère les droits de ses personnages vers 1990 et peut ainsi mettre un terme à toutes les propositions de produits dérivés qui lui étaient faites.

## Style et influence
Watterson a été influencé par les Peanuts de Charles Monroe Schulz, Pogo de Walt Kelly et Krazy Kat de George Herriman. Il fait aussi référence à Flash Gordon de Alex Raymond, Doonesbury de Garry Trudeau, et Bloom County de Berkeley Breathed (en).

## Prix et récompenses
- 1987 : Prix Reuben pour Calvin et Hobbes
- 1988 :  Prix Sproing du meilleur album étranger pour Calvin et Hobbes
- 1989 : Prix Reuben pour Calvin et Hobbes
- 1989 : Prix de la National Cartoonists Society du comic strip humoristique pour Calvin et Hobbes
- 1989 : Prix Harvey spécial de l'humour pour Calvin et Hobbes
- 1990 : Prix Harvey du meilleur comic strip pour Calvin et Hobbes
- 1990 :  Prix Max et Moritz du meilleur comic strip international pour Calvin et Hobbes
- 1991 : Prix Harvey du meilleur comic strip pour Calvin et Hobbes
- 1991 :  Prix Adamson du meilleur auteur international pour l'ensemble de son œuvre
- 1992 : Prix Eisner du meilleur recueil de comic strip pour Calvin and Hobbes: The Revenge of the Baby-Sat
- 1992 : Prix Harvey du meilleur comic strip pour Calvin et Hobbes
- 1992 :  Alph'Art du meilleur album étranger pour Calvin et Hobbes t. 2 : En avant, tête de thon !
- 1993 : Prix Eisner du meilleur recueil de comic strip pour Calvin and Hobbes: Attack of the Deranged Mutant Killer Monster Snow Goons
- 1993 : Prix Harvey du meilleur comic strip pour Calvin et Hobbes
- 1994 : Prix Harvey du meilleur comic strip pour Calvin et Hobbes
- 1995 : Prix Harvey du meilleur comic strip pour Calvin et Hobbes
- 1996 : Prix Harvey du meilleur comic strip pour Calvin et Hobbes
- 2002 :  Prix Haxtur de l'auteur ayant reçu le plus de votes pour El último libro de Calvin y Hobbes
- 2014 :  Grand prix de la ville d'Angoulême
- 2020 : Temple de la renommée Will Eisner